# Jeanette Oppenheim
Jeanette Oppenheim (ur. 14 sierpnia 1952 we Frederiksbergu w granicach Kopenhagi) – duńska polityk i adwokat, posłanka do Parlamentu Europejskiego II kadencji.

## Życiorys
Ukończyła studia prawnicze, praktykowała w zawodzie adwokata m.in. przed Sądem Najwyższym. Zaangażowała się w działalność polityczną w ramach Konserwatywnej Partii Ludowej. Od 1982 do 1984 z jej ramienia zasiadała w radzie miejskiej Kopenhagi, gdzie była rzecznikiem ds. przebudowy i mieszkalnictwa.
W 1984 uzyskała mandat posłanki do Parlamentu Europejskiego. Przystąpiła do frakcji Europejscy Demokraci, należała m.in. do Komisji: ds. Gospodarczych i Walutowych oraz Polityki Przemysłowej, ds. Regulaminu i Petycji oraz Delegacji ds. stosunków z państwami Ameryki Środkowej i Grupy Contadora. Sprawowała też czasowo funkcję zastępcy posła do Folketingetu. Później wycofała się z aktywności politycznej. Została m.in. regionalną szefową instytucji edukacyjnej FOF i działała na rzecz deweloperów budowlanych.